# Erebus
Theo thần thoại Hy Lạp, Erebus (phát âm /ˈɛrəbəs/), hay Erebos (Hy Lạp Cổ: Ἔρεβος, "vực thẳm và bóng tối khôn cùng"), là con trai của thần nguyên thủy, Chaos, và là hiện thân của bóng tối, là thứ tràn ngập các góc kẹt và khe nứt trên khắp thế gian. Tên của ông được dùng hoán đổi với Tartarus và Hades vì Erebus thường được coi là một phần của âm phủ. Erebus đã cưới em gái mình là Nyx (thần của đêm tối), con cái của họ bao gồm: Aether (thần bầu trời), Hemera (thần ban ngày), Moirai (Số phận).

## Gia đình
Theo Thần hệ của Hesiod, Erebus đã được Chaos và chính bóng tối sinh ra, mà không cần giao hợp, và là anh trai của Nyx. Những đứa con khác của Chaos là Eros, Tartarus, và Gaea(Gaia). Sau cùng Nyx bị Erebus tán tỉnh và sinh ra Hemera (thần ban ngày), Aether (thần bầu trời), Cer (nữ thần của cái chết), Oneiroi (thần của những giấc mơ), cũng như Hypnos (thần ngủ), Thanatos (thần chết), Momus (thần chỉ trích), Nemesis (nữ thần trả thù), Hesperides (người bảo vệ những trái táo vàng), và Charon, người đưa đò. Ông cũng là cha của Geras (thần tuổi già) theo Hyginus (c. AD 1). Một số bằng chứng cho thấy Erebus là cha của Moirai.

## Địa danh thần bí
Erebus sau đó được mô tả như là một vùng đất vật chất, là nửa dưới của âm phủ Hades. Đó là nơi mà người chết phải đi qua ngay sau khi chết. Charon chở các linh hồn của người chết qua sông Acheron, hoặc trong các tài liệu sau là sông Styx, khi mà họ bước vào vùng đất của người chết.

## Đặt tên
Núi Erebus là một ngọn núi lửa ở đảo Rossland, Nam Cực.